# Lee Sang-hee
Lee Sang-hee (hangul: 이상희; nascida Lee Na-ri (hangul: 이나리); nascida em 8 de outubro de 1983) é uma atriz sul-coreana. Ela se tornou conhecida por seu papel no filme Cheol-won-gi-haeng (2014). Mais tarde, ela ganhou destaque e reconhecimento por seu papel no filme Yeon-ae-dam (2016). Ela também apareceu em séries de televisão como Children of the 20th Century (2017) e One Spring Night (2019).

## Filmografia

### Cinema
| Ano  | Título                                | Personagem                  |
| ---- | ------------------------------------- | --------------------------- |
| 2016 | One Way Trip                          | Enfermeira                  |
| 2016 | Tamjung Hong Gil-dong: Sarajin ma-eul | Mãe de Hong Gil-dong        |
| 2016 | Bi-mil-eun eobs-da                    | Madrasta de Choi Mi-ok      |
| 2016 | Cheol-won-gi-haeng                    | Kang Hye-jung               |
| 2016 | Jamsil (Magnanery)                    | Chae Mi-hee                 |
| 2016 | Teo-neol                              | Repórter de notícias da YTN |
| 2016 | Seoul yeok                            | Voluntária (voz)            |
| 2016 | Miljeong                              | Mãe de Baby                 |
| 2016 | Yeon-ae-dam                           | Yoon-joo                    |
| 2017 | Keom, Tugedeo                         | Administradora              |
| 2017 | Late Summer, Late Fall                | Sun-ah                      |
| 2017 | Ai kaen seupikeu                      | Hye-jung                    |
| 2017 | No Man's Land                         | PD Oh                       |
| 2017 | Dangshinui Bootak                     | Mi-ran                      |
| 2018 | Goldeun seulleombeo                   | Geum Cheol-cheo             |
| 2018 | Gyeo-wul-ba-me                        | Namorada do soldado         |
| 2019 | Miseongnyeon                          | Enfermeira encarregada      |
| 2020 | Somewhere in Between                  | Young Eun                   |
| 2021 | A Distant Place                       | Eun Young                   |
| 2021 | Happy Children                        | Park Jeong-eun              |
| 2022 | Desibel                               | Jang Yoo-jung               |
| 2024 | Ro Gi Wan                             | Seon-ju                     |
| ASA  | Jung's Ranch                          | Kyungeun                    |

### Séries de televisão
| Ano       | Título                               | Personagem      | Notas             |
| --------- | ------------------------------------ | --------------- | ----------------- |
| 2016      | KBS Drama Special: "Dance from Afar" | Choi Hyun       | Drama de um ato   |
| 2017      | Children of the 20th Century         | Jang Young-shim |                   |
| 2018      | Mistress                             | Park Jung-sim   |                   |
| 2018      | Life                                 | Kim Eun-ha      |                   |
| 2019      | One Spring Night                     | Song Yeong-joo  |                   |
| 2019      | When the Devil Calls Your Name       | Mensageira      | Cameo (ep. 13–16) |
| 2019–2020 | Diary of a Prosecutor                | Oh Yoon-jin     |                   |
| 2020      | A Piece of Your Mind                 | Jeon Eun-joo    |                   |
| 2021      | Secret Royal Inspector & Joy         | Kwang-soon      |                   |
| 2022      | Unlock My Boss                       | Oh Mi-ran       |                   |
| 2025      | Love Scout                           | Seo Mi-ae       |                   |

### Webséries
| Ano  | Título                     | Personagem        |
| ---- | -------------------------- | ----------------- |
| 2013 | Missing Prequel            | Esposa do amante  |
| 2014 | Momo Salon                 | Eun-hye           |
| 2022 | All of Us Are Dead         | Park Seon-hwa     |
| 2022 | Juvenile Justice           | Joo Young-sil     |
| 2022 | May It Please the Court    | Yoo Gyeong-jin    |
| 2022 | People of the Blue House   | Secretária sênior |
| 2023 | Daily Dose of Sunshine     | Park Soo-yeon     |
| 2024 | Mr. Plankton               |                   |
| 2025 | The Recruit (2ª temporada) | Kim Nan-hee       |

### Apresentação
| Ano           | Título                                                              | Notas            |
| ------------- | ------------------------------------------------------------------- | ---------------- |
| 2018–presente | Jeongdongjin Independent Film Festival                              | com Woo Ji-hyun  |
| 2022          | Cerimônia de encerramento do 23º Jeonju International Film Festival | com Kang Gil-woo |
| 2023          | Cerimônia de encerramento do 24º Jeonju International Film Festival | com Kang Gil-woo |

### Vídeos musicais
| Ano  | Título da música  | Artista          |
| ---- | ----------------- | ---------------- |
| 2016 | "Namhae"          | Huckleberry Finn |
| 2023 | "Come back to me" | RM (do BTS)      |

## Prêmios e indicações
| Ano  | Associações                              | Categoria                                                | Nomeações                    | Resultado |
| ---- | ---------------------------------------- | -------------------------------------------------------- | ---------------------------- | --------- |
| 2015 | 5th Sakhalin International Film Festival | Melhor Atriz                                             | Cheol-won-gi-haeng           | Venceu    |
| 2017 | 4th Wildflower Film Awards               | Melhor Atriz                                             | Yeon-ae-dam                  | Indicada  |
| 2017 | 4th Wildflower Film Awards               | Melhor Atriz Revelação                                   | Yeon-ae-dam                  | Venceu    |
| 2017 | 53rd Baeksang Arts Awards                | Melhor Atriz Revelação                                   | Yeon-ae-dam                  | Venceu    |
| 2017 | 22nd Chunsa Film Art Awards              | Melhor Atriz Revelação                                   | Yeon-ae-dam                  | Venceu    |
| 2017 | 26th Buil Film Awards                    | Melhor Atriz Revelação                                   | Yeon-ae-dam                  | Indicada  |
| 2017 | 38th Blue Dragon Film Awards             | Melhor Atriz Revelação                                   | Yeon-ae-dam                  | Indicada  |
| 2017 | 1st The Seoul Awards                     | Melhor Atriz Revelação                                   | Ai kaen seupikeu             | Indicada  |
| 2017 | MBC Drama Awards                         | Melhor Atriz Revelação                                   | Children of the 20th Century | Indicada  |
| 2019 | 6th Wildflower Film Awards               | Melhor Atriz                                             | Jamsil                       | Indicada  |
| 2019 | MBC Drama Awards                         | Melhor Elenco Coadjuvante em Minissérie de Quarta-Quinta | One Spring Night             | Indicada  |
| 2024 | 60th Baeksang Arts Awards                | Melhor Atriz Coadjuvante – Cinema                        | Ro Gi Wan                    | Venceu    |
| 2024 | 60th Baeksang Arts Awards                | Atriz Mais Popular                                       | Lee Sang-hee                 | Indicada  |